# Михайловский, Николай Константинович (генерал)
Николай Константинович Михайловский (1866—1915) — русский военный деятель и педагог, генерал-майор (1916 — посмертно), погиб в бою во время Первой мировой войны.

## Биография
В службу вступил в 1883 году после окончания Оренбургского Неплюевского кадетского корпуса. В 1884 году после окончания Александровского военного училища произведён в  подпоручики и выпущен в 18-й Туркестанский линейный батальон. В 1888 году произведён в поручики.
В 1895 году за отличие по службе произведён в штабс-капитаны и после окончания Педагогических курсов при Главном управлении военно-учебных заведений назначен офицером-воспитателем Оренбургского Неплюевского кадетского корпуса. В 1897 году за отличие по службе произведён в капитаны. С 1899 года назначен офицером-воспитателем, с 1904 года ротным командиром  Одесского кадетского корпуса. В 1900 году за отличие по службе произведён в подполковники, в 1904 году в полковники. С 1906 года назначен ротным командиром Ярославского кадетского корпуса. С 22 по 31 декабря 1908 года Н. К. Михайловский в качестве обязательного участника был  представителем от Ярославского кадетского корпуса на Первом съезде офицеров-воспитателей кадетских корпусов.

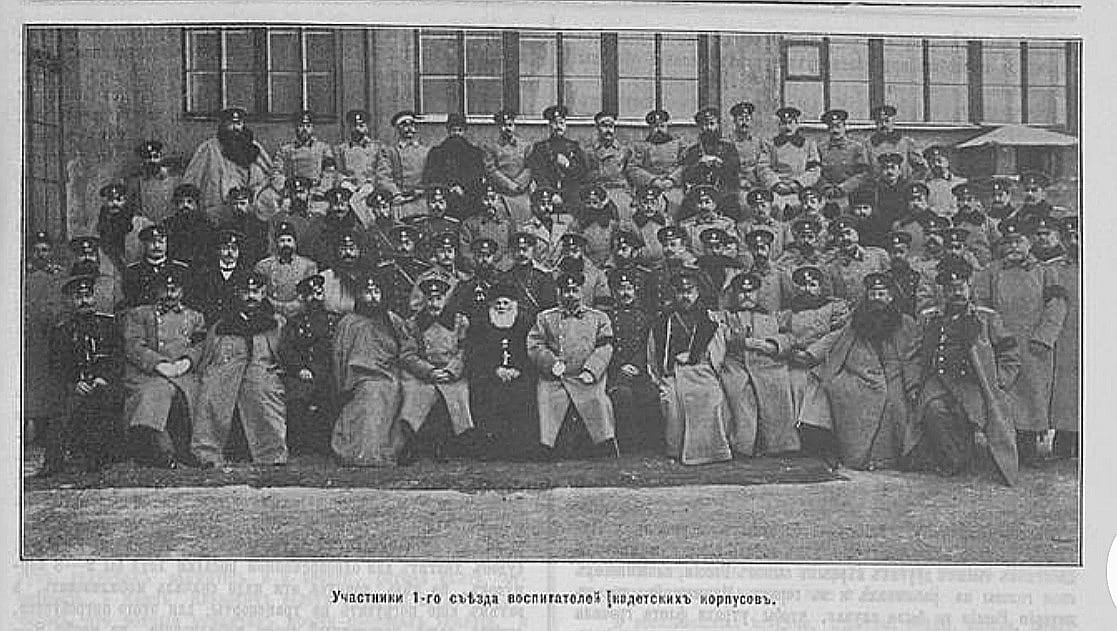
Первый ряд: А. И. Калишевский, Н. А. Хамин, Е. Е. Семашкевич, П. Н. Лазарев-Станищев, В. В. Римский-Корсаков, В. Э. Данкварт, В. А. Шильдер, Л. П. Войшин-Мурдас-Жилинский, Н. А. Радкевич, В. В. Григоров, Н. П. Попов, В. М. Кох. Второй ряд: Н. А. Зотов, М. Л. Салатко-Петрище, Н. Д. Казанцев, К. П. Сангайло, В. В. Цытович, М. А. Трубников, В. И. Греков, А. В. Полторацкий, Г. Ф. Гирс, А. Н. Зауервейд, Е. И. Глотов, А.Ф Вячеслов, И. И. Рыковский, Н. К. Михайловский, В. Д. Языков, А. Л. Вильке, Д. А. Агищев, Н. Н. Бахтин, А. Н. Антонов, Е. А. Заржецкий. Третий ряд: М. А. Угрюмов, Н. Г. Лукирский, В. В. Гаврилович, Ф. В. Гринев, Б. А. Вильбоа, В. П. Дзякович, И. А. Завадский, Г. Д. Дитерихс, М. И. Мягков, В. И. Попов-Азотов, Н. Л. Хитрин, В. О. Плошинский, А. С. Азарьев, Н. Д. Коптев, В. А. Муромцев, Ф. Н. Доннер, В. В. Смирнов, А. Д. Ромашкевич, Н. Н. Купчинский, М. А. Сафонов. Четвёртый ряд: К. К. Лютер, Н. С. Желязовский, В. С. Лавров, Б. А. Гартвиг, А. С. Манучаров, В. И. Бурков, Т. В. Львов, П. П. Шаховской, В. С. Яковлев, В. Д. Чемякин, П. П. Черепанов, И. Г. Денисов, В. В. Татаринов, Н. В. Петров. Санкт-Петербург. 1908 год

С 1909 по 1915 годы был начальником Иркутской военно-фельдшерской школы. С 1915 года участник Первой мировой войны, состоял в списках Троицкого 107-го пехотного полка и Саратовского 108-го пехотного полка. 3 июля 1915 года убит в бою под Хрубешувым. Высочайшим приказом от 12 марта 1916 года исключён из списков убитым в бою с неприятелем. Высочайшим приказом от 20 апреля 1916 года за боевые отличия против неприятеля посмертно произведён в генерал-майоры.

## Награды
- Орден Святого Станислава 2-й степени (1908)
- Орден Святой Анны 2-й степени (1911)
- Орден Святого Владимира 4-й степени (18.09.1915[5])